# Alvise Leonardo Mocenigo

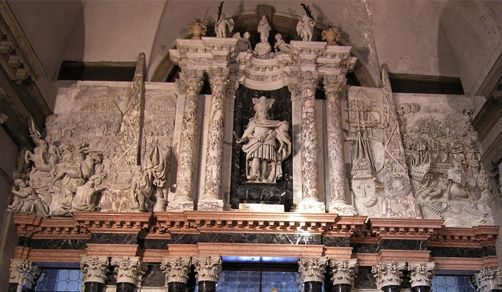
Graftombe van Mocenigo, geflankeerd door twee scènes met overwinning op zee: Kreta en Paros (San Lazaro dei Mendicantikerk, Venetië).

Alvise Leonardo Mocenigo (Venetië, 20 maart 1583 – aldaar, 2 december 1654) was een ambtenaar, politicus en admiraal in de republiek Venetië. Hij was tweemaal capitano generale da mar: in de jaren 1648-1651 en in 1653-1654 tijdens de Kretenzische oorlog.

## Levensloop
Mocenigo was een zoon van het patriciërsechtpaar Alvise di Giovanni San Samuele Casa Nuova en Elisabetta di Federico Priuli di Gian Francesco da San Severo. Zijn familie kende verschillende doges van de republiek.
Zijn loopbaan als politicus en als ambtenaar liep door elkaar. Zo begon hij als raadslid in de Maggior Consiglio (1609) in de republiek. Nadien was hij bestuurder van het fort in Legnago en kapitein van de Venetiaanse vloot op het Gardameer. Zijn taak aldaar was het jagen op smokkelaars. Vervolgens was hij bestuurder van het fort in Asola. Hij keerde terug naar Venetië in 1623. Hij werkte als ambtenaar onder meer bij de fiscus, bij het beheer van forten en galeien en als proveditor (1640). Aanvankelijk lukte het hem niet verkozen te raken. Dit lukte pas in 1644; in dat jaar werd Mocenigo senator doch hij gaf het ambt op in 1645 om intendant van het leger te worden. De Zesde Ottomaans-Venetiaanse oorlog was uitgebroken, ook bekend als de Kretenzische oorlog (1645-1669).
Ondanks zijn administratief ambt als intendant vocht Mocenigo toch als kapitein tijdens de Kretenzische oorlog. Hij veroverde met zijn galei een schip op de Ottomanen. Zijn faam in de oorlog hield hem verder in Kreta, een kolonie van Venetië. In 1647 werd Mocenigo benoemd tot gouverneur van Kreta, in volle oorlogstijd. Hij herorganiseerde zowel het burgerlijk als het militair bestuur om de hongersnood en de pestepidemie in Kreta de baas te kunnen. Door zijn daden als gouverneur van Kreta geraakte Mocenigo bekend in de hoofdstad. Ondanks een benoeming tot procurator van San Marco (1648) kreeg Mocenigo onmiddellijk de leiding over de Venetiaanse vloot met zijn benoeming tot capitano generale da mar, het hoogste ambt in de vloot (1648). Hij bestookte de Ottomanen op verschillende plekken in Kreta en de Middellandse Zee. Omwille van twee successen, een in Giardini-Naxos en een in Paros steeg zijn populariteit (1651). Hij keerde terug naar Venetië waar hij eerbewijzen kreeg alsook een senaatszetel. De oorlogsheld combineerde zijn senatoriaal ambt met deze van burgemeester, officier van justitie en fiscaal inspecteur.
In december 1653 vond de senaat van Venetië dat Mocenigo’s plaats opnieuw aan het front was. Hij voer opnieuw naar Ottomaanse schepen, feestelijk uitgewuifd door de Venetianen (1654), doch hij behaalde geen overwinningen. Bovendien werd hij ziek en geraakte hij de ziekenboeg niet meer uit. Hij werd terug naar Venetië gebracht waar hij stierf (1654).
De ongehuwde Mocenigo schonk bij testament zijn drie woningen in Venetië en al zijn bezittingen aan zijn neven.
Zijn graftombe staat in de San Lazarro dei Mendicantikerk. In het midden van het grafmonument staat hijzelf. Zijn overwinning in Kreta wordt aan zijn linkerkant getoond en de overwinning in Paros aan zijn rechterkant.